# Clive Hollick
Pour les articles homonymes, voir Hollick.
Clive Richard Hollick, baron Hollick (né le 20 mai 1945) est un homme d'affaires britannique ayant des intérêts médiatiques et un militant du Parti travailliste.

## Jeunesse et carrière
Hollick est né à Southampton, le fils d'Olive Mary Scruton et de Leslie George Hollick. Il fait ses études à la Taunton's Grammar School, à Southampton, puis étudie la politique, la psychologie et la sociologie à l'Université de Nottingham. Il rejoint la Hambros Bank comme stagiaire diplômé en 1967 et se forge rapidement une réputation de financier et de négociateur, devenant en 1973 le plus jeune directeur de la banque.

## Vavasseur et MAI
L'année suivante, Hollick devient directeur général du groupe JH Vavasseur, un courtier en faillite rattrapé par la crise bancaire secondaire de 1973-1974. En 1978, la banque d'affaires de Vavasseur est à nouveau financièrement sûre et Hollick en fait une entreprise médiatique prospère, renommant le groupe Mills & Allen International (MAI) après avoir repris la société de panneaux publicitaires Mills and Allen. Le groupe continue de croître avec une diversification au cours des années 1980, se développant dans les services d'études de marché et d'information commerciale, et en achetant le groupe National Opinion Polls (NOP) en 1989 au Daily Mail and General Trust.
MAI se lance dans la télévision en 1993 lorsque sa filiale Meridian Broadcasting remporte la franchise ITV pour le sud et le sud-est de l'Angleterre. L'année suivante, il achète Anglia Television pour 292 millions de livres sterling, et en 1995 une part de 14,8% dans ITV Yorkshire, et est un actionnaire majeur du consortium qui obtient la franchise pour Channel 5.

## Médias
En mars 1996, le groupe fusionne avec United Newspapers, les éditeurs du Daily Express, du Daily Star et une série de journaux locaux, pour former United News and Media, un groupe de médias international avec un chiffre d'affaires de 2,3 milliards de livres sterling et 16 000 employés. Beaucoup ont pensé que Hollick se heurterait à David Stevens, propriétaire de United; mais c'est Stevens qui est mis à l'écart lorsque Hollick devient directeur général, et dans les 18 mois, l'Express change d'affiliation politique, abandonnant son soutien de longue date au Parti conservateur pour devenir un partisan enthousiaste du New Labour de Tony Blair.
L'UNM doit vendre sa participation dans Yorkshire-Tyne Tees dans le cadre de la fusion, laissant le contrôle à ITV Grenada, mais l'année suivante, il est autorisé à ajouter une troisième franchise ITV à ses avoirs, HTV, le diffuseur du Pays de Galles et du West Country. Alors qu'ITV continue de se consolider, Hollick propose de reprendre Carlton en 2000, ce qui aurait fait de lui l'acteur dominant du réseau. Mais ses plans sont bloqués par le secrétaire d'État de l'époque au DTI, Stephen Byers, qui statue que la fusion ne serait acceptable que si Hollick renonce à la prestigieuse franchise Meridian - rendant l'accord inutile. Incapable de continuer, Hollick vend les trois franchises ITV à Grenada en juillet 2000 pour 1,75 milliard de livres sterling. Le cours de l'action UNM plonge de 13% à ce moment, mais l'histoire a depuis révélé que Hollick a vendu au sommet du marché. Ironiquement, les dernières restrictions à la copropriété des sociétés ITV sont levées par le Communications Act 2003, et en février 2004, Grenada et Carlton fusionnent pour former une seule entité ITV plc contrôlant toutes les franchises ITV en Angleterre et au Pays de Galles.
D'autres parties d'UNM sont également cédées de manière avantageuse, notamment la scission de l'activité de titres d'origine de MAI en 1998 sous le nom de Garban, qui devient par la suite ICAP ; la vente en 1998 des journaux provinciaux d'United, dont le The Yorkshire Post à Johnston Press ; la vente controversée d'Express Newspapers en 2000 à Richard Desmond, alors propriétaire de plusieurs magazines pornographiques; la vente de l'activité d'études de marché NOP World à GfK en 2005; et la vente de la participation de 35% de United dans Channel 5 à RTL en 2005.
UNM, rebaptisé United Business Media PLC en 2000, est désormais fortement axé sur les publications interentreprises, les services d'information et les expositions. Les principales filiales sont PR Newswire, acquise par United en 1982, et CMP Media, acquise en 1999.

## Activités actuelles
Hollick prend sa retraite en tant que PDG de United Business Media en avril 2005 à l'âge de 60 ans, et devient rapidement associé directeur de la société de capital-investissement Kohlberg Kravis Roberts, se concentrant sur les secteurs des médias et des services financiers. Cela conduit certains à penser que KKR pourrait lancer une offre pour ITV. En 2006, il est nommé au conseil de surveillance du conglomérat de médias VNU, après que KKR et Blackstone aient remporté une difficile bataille de rachat. Il est également vice-président du conseil de surveillance de SBS Broadcasting Group, repris par KKR et Permira en août 2005, dans lequel en 2007 est fusionné le radiodiffuseur satellite allemand ProSiebenSat.1 Media. Hollick est également administrateur de Diageo PLC (depuis 2001) et Honeywell International (depuis 2003).
Hollick occupe d'autres postes d'administrateur: Hambros Bank Limited, 1973–96; Studios de Shepperton (président), 1976-1979; National Bus Company Ltd, 1984-1991; Département d'économie appliquée, Université de Cambridge, 1988-1995; Logica, 1987–92; British Aerospace, 1992–97. De 2002 à 2008, il est président du Southbank Centre à Londres. Il est actuellement membre de la banque d'investissement Jefferies Global Senior Advisory Board.
Hollick est un partisan et un donateur de longue date du Parti travailliste et est l'un des fondateurs du groupe de réflexion New Labour, l'Institute for Public Policy Research (IPPR). Pendant un certain temps après les élections de 1997, il est conseiller spécial de Margaret Beckett et Peter Mandelson au ministère du Commerce et de l'Industrie. Hollick soutient la campagne politique Vision 2020 dirigée par Charles Clarke et Alan Milburn, et coordonne actuellement les fonds de la campagne. Il est également un patron des prisonniers à l'étranger, une organisation caritative qui soutient le bien-être des Britanniques emprisonnés à l'étranger et de leurs familles.
Il est créé pair à vie le 20 juin 1991, en tant que baron Hollick, de Notting Hill dans le quartier royal de Kensington et Chelsea. Il est marié à Susan Mary Woodford-Hollick et a trois filles.
Hollick est associé de la principale banque d'investissement européenne dans le domaine des technologies et des médias GP Bullhound depuis 2010. Il est conseiller principal de la société de capital-risque londonienne Hambro Perks.